# Silurichthys indragiriensis
Silurichthys indragiriensis es una especie de peces de la familia Siluridae en el orden de los Siluriformes.

## Morfología
• Los machos pueden llegar alcanzar los 10,5 cm de longitud total.
- Número de  vértebras: 46-50.[1][2]

## Alimentación
Come principalmente insectos terrestres y artrópodos acuáticos

## Hábitat
Es un pez de agua dulce. y de clima tropical.

## Distribución geográfica
Se encuentran en Asia: Sumatra central y  Malasia peninsular.